# Kelsang Gyatso
Kelsang Gyatso (tibetansk: བསྐལ་བཟང་རྒྱ་མཚོ་, født 1708, død 1757) var den 7. Dalai Lama i Tibet.
1. ↑  Navnet er anført på engelsk og stammer fra Wikidata hvor navnet endnu ikke findes på dansk.
2. ↑  Navnet er anført på engelsk og stammer fra Wikidata hvor navnet endnu ikke findes på dansk.